# Koekoeksvogels
De koekoeksvogels (Cuculiformes) zijn een monotypische orde van de vogels. Traditioneel bevatte deze orde naast de eigenlijke koekoeken (Cuculidae) twee (en soms meer) andere families: de hoatzins (Opisthocomidae) en de toerako's (Musophagidae).

## Taxonomie
Zowel de hoatzins als de toerako's worden nu meestal tot aparte ordes gerekend. Dit werd bevestigd in het DNA-onderzoek uit 2008. Daaruit bleek dat de orde van de koekoeken een zustergroep is van de kraanvogelachtigen (kraanvogels en rallen). Wat verder van deze ordes af staat de orde Otidiformes, waartoe de trappen horen.
De toerako's kwamen niet in de buurt van de koekoeken, maar -heel verrassend- als een vroege aftakking van de clade watervogels (pelikanen, ooievaars, reigers, stormvogels, pinguïns en zeeduikers) uit de bus. De plaats van de hoatzin was en bleef een probleem. De beide laatste families worden tegenwoordig in aparte orden (respectievelijk Opisthocomiformes en Musophagiformes) ondergebracht.
Volgens de IOC World Bird List bevat de orde (anno 2022) slechts één familie:
- Familie Cuculidae (Koekoeken)

Accipitriformes (roofvogels en gieren, exclusief valken) · Aegotheliformes (dwergnachtzwaluwen) · Anseriformes (eendachtigen) · Apodiformes (gierzwaluwen en kolibries) · Apterygiformes (kiwi's) · Bucerotiformes (neushoornvogels) · Caprimulgiformes (nachtzwaluwen) · Cariamiformes (seriema's) · Casuariiformes (kasuarissen en emoe) · Charadriiformes (steltloperachtigen) · Ciconiiformes (ooievaarachtigen) · Coliiformes (muisvogels) · Columbiformes (duiven) · Coraciiformes (scharrelaars) · Cuculiformes (koekoekachtigen) · Eurypygiformes (kagoe en zonneral) · Falconiformes (valken en caracara’s) · Galliformes (hoenderachtigen) · Gaviiformes (duikers) · Gruiformes (kraanvogelachtigen) · Leptosomiformes (koerol) · Mesitornithiformes (steltrallen) · Musophagiformes (toerako's) · Nyctibiiformes (reuzennachtzwaluwen) · Opisthocomiformes (hoatzin) · Otidiformes (trappen) · Passeriformes (zangvogels) · Pelecaniformes (pelikanen, reigerachtigen, ibissen en lepelaars) · Phaethontiformes (keerkringvogels) · Phoenicopteriformes (flamingo's) · Piciformes (spechtachtigen) · Podargiformes (kikkerbekken) · Podicipediformes (futen) · Procellariiformes (buissnaveligen) · Psittaciformes (papegaaiachtigen) · Pterocliformes (zandhoenders) · Rheiformes (nandoes) · Sphenisciformes (pinguïns) · Steatornithiformes (vetvogel) · Strigiformes (uilen) · Struthioniformes (loopvogels o.a. struisvogel) · Suliformes (slangenhalsvogels, fregatvogels, aalscholvers en janvangenten) · Tinamiformes (stuithoenders) · Trogoniformes (trogons)

 Portaal Vogels · Indeling van de vogels